# Różanystok (stacja kolejowa)
Różanystok – zlikwidowana stacja kolejowa w Harasimowiczach, w gminie Dąbrowa Białostocka, w powiecie sokólskim w województwie podlaskim, w Polsce. Położony na linii kolejowej z Grodna do Kamiennej Nowej. Linia ta została ukończona w 1899 roku. Linia ta została rozebrana po 1945 roku.